# Justin Chambers
Justin W. Chambers (Springfield, Ohio em 11 de julho de 1970) é um ator e ex-modelo norte-americano. Ficou conhecido por interpretar o personagem Alex Karev na série da ABC, Grey's Anatomy, até 11 de janeiro de 2020, quando deixou de interpretar o personagem e saiu da produção.

## Biografia
Chambers nasceu em Ohio, filho dos oficiais do departamento de polícia, Pam e John Chambers. Tem um irmão gêmeo chamado Jason, um irmão mais velho chamado John Jr. (Chip), e duas irmãs mais velhas, Mia e Susan. Justin e seu irmão gêmeo faziam visitas constantes aos hospitais quando crianças, devido a frequentes crises de pneumonia. Ele frequentou a Southeastern High School em South Charleston, Ohio.
Em 1993, Justin se casou com Keisha, uma ex-modelo. O casal tem cinco filhos: Isabella (nascida em dezembro de 1994), as gêmeas Maya e Kaila (junho de 1997), Eva (março de 1999) e Jackson (2002). Sua esposa e filhos se mudaram de Los Angeles para uma casa em um subúrbio de Nova York.
No final de janeiro de 2008, Chambers admitiu que sofria de distúrbio do sono. O ator se internou no UCLA Medical Center em Los Angeles, para tratar a exaustão devido ao distúrbio do sono após um período de apenas uma hora de sono por semana.

### Carreira
Descoberto em um metrô de Paris, começou sua carreira como modelo profissional trabalhando numa campanha para um perfume da marca Calvin Klein. Trabalhou na Europa, Japão e Estados Unidos, para marcas como Calvin Klein, Armani e Dolce & Gabbana. Com o intuito de seguir o ramo da atuação, Chambers se mudou para Nova York e estudou durante quatro anos no H. B. Studios e no Ron Stetson Studios. Seu treinamento lhe garantiu diversos papéis na televisão, incluindo séries como Another World e New York Undercover. Chambers fez sua grande estreia quando foi selecionado para fazer o filme Ruas da Liberdade, atuando ao lado de Adrien Brody. Ele estrelou em vários filmes, incluindo O Casamento dos Meus Sonhos com Jennifer Lopez, A Vingança do Mosqueteiro, Southern Belles (2005), O Zodíaco, Lakeview Terrace e no filme Hysterical Blindness com Uma Thurman. Chambers atuou em quatro episódios da série de drama da CBS, Cold Case. Desde 2005 ele atua como o residente Alex Karev, na série médica de grande sucesso da ABC, Grey's Anatomy, que lhe deu projeção em ampla escala.
Em 2006 foi premiado com um Screen Actors Guild Awards junto com seus colegas de elenco na categoria "Melhor Elenco em Série de Drama".

## Filmografia
| Filmes    | Filmes                      | Filmes                 | Filmes                                          |
| Ano       | Título                      | Papel                  | Notas                                           |
| --------- | --------------------------- | ---------------------- | ----------------------------------------------- |
| 1996      | Harvest of Fire             | George                 | Para televisão                                  |
| 1997      | Rose Hill                   | Cole Clayborne         | Para televisão                                  |
| 1999      | Seasons of Love             | Hocking (adulto)       | Para televisão                                  |
| 1999      | Ruas da Liberdade           | Trey Tobelseted        |                                                 |
| 2001      | O Casamento dos Meus Sonhos | Massimo                |                                                 |
| 2001      | A Vingança do Mosqueteiro   | D'Artagnan             |                                                 |
| 2002      | Leo                         | Ryan Eames             |                                                 |
| 2003      | For Which It Stands         | Soldado alemão         |                                                 |
| 2004      | The Secret Service          | Charles Brody          | Para televisão                                  |
| 2005      | Southern Belles             | Rhett Butler           |                                                 |
| 2005      | O Zodíaco                   | Inspetor Matt Parish   |                                                 |
| 2008      | Lakeview Terrace            | Donnie Eaton           |                                                 |
| 2010      | The Happiest Man Alive      | Sherman                |                                                 |
| 2013      | Broken City                 | Ryan Blake             |                                                 |
| Televisão |                             |                        |                                                 |
| Ano       | Título                      | Papel                  | Notas                                           |
| 1995      | Another World               | Nicholas "Nick" Hudson | Episódio: "#1.7922"                             |
| 1996      | New York Undercover         | Oficial Caso           | 1 episódio                                      |
| 1996      | Swift Justice               | Rick                   | 1 episódio                                      |
| 1998      | Four Corners                | Caleb Haskell          | 2 episódios                                     |
| 2003      | Cold Case                   | Chris Lassing          | 4 episódios                                     |
| 2005-2019 | Grey's Anatomy              | Dr. Alex Karev         | Papel principal (temporada 1-16); 358 episódios |
| 2009      | Private Practice            | Dr. Alex Karev         | 1 episódio                                      |
| 2022      | The Offer                   | Marlon Brando          | Minissérie; Papel Recorrente                    |

## Prêmios e indicações
| Prêmios | Prêmios   | Prêmios                    | Prêmios                                                   | Prêmios        |
| Ano     | Resultado | Premiação                  | Categoria                                                 | Título         |
| ------- | --------- | -------------------------- | --------------------------------------------------------- | -------------- |
| 2005    | Indicado  | Teen Choice Award          | Escolha de Performance Estreante na televisão - Masculino | Grey's Anatomy |
| 2006    | Indicado  | Screen Actors Guild Awards | Melhor Elenco em Série de Drama                           | Grey's Anatomy |
| 2007    | Venceu    | Screen Actors Guild Awards | Melhor Elenco em Série de Drama                           | Grey's Anatomy |
| 2008    | Indicado  | Screen Actors Guild Awards | Melhor Elenco em Série de Drama                           | Grey's Anatomy |
| 2008    | Indicado  | Prism Award                | Performance em Episódio em Série de Drama                 | Grey's Anatomy |
| 2009    | Indicado  | Prism Award                | Performance em Episódios Múltiplos                        | Grey's Anatomy |